# Radiolänk

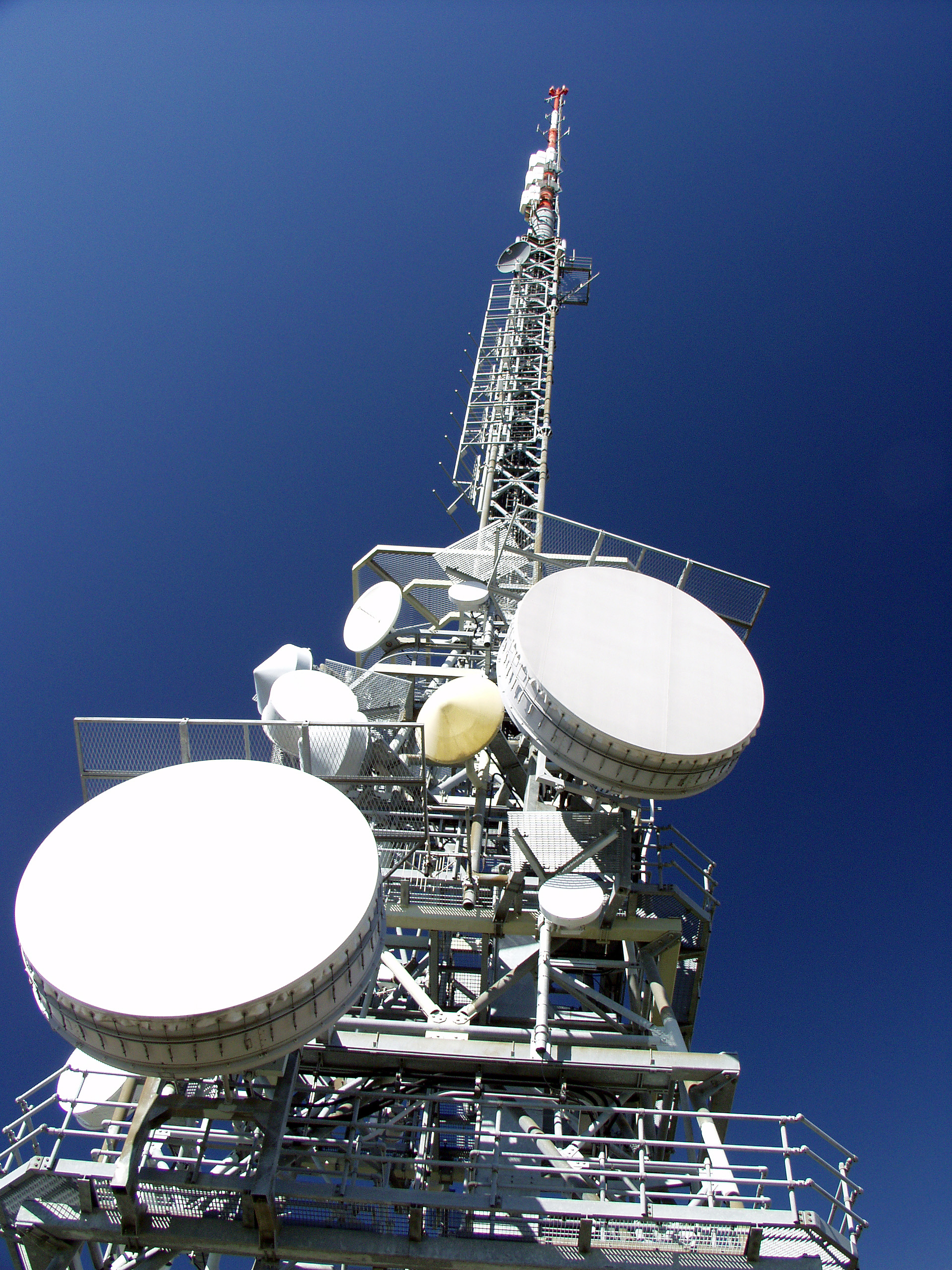
Antenner för radiolänk
De två största är paraboloidantenner med väderskyddande duk över öppningen samt israsskydd över dem. Den cirkulära delen mellan skyddsduken och den bakomliggande spegeln reducerar oönskade sidolober.
Det lilla gula i bildens mitt är en antenn försedd med en konisk radom.

Radiolänk är en punkt-till-punkt-förbindelse, vanligen via radiovågor och telefonsignaler. En eller flera kanaler överförs med ett eller flera kaskadkopplade hopp. 
Radiolänkar använder sig av frekvenser över 30 MHz, numera oftast över 150 MHz och deras maximala överföringsavstånd ligger från enstaka meter upp till hundratals kilometer.  Många länkutrustningar medger inställning av sändarnas och mottagarnas polarisation och frekvens. Vid planering av ett länkstråk måste sändareffekter dimensioneras så att den dämpning som uppstår kan övervinnas.
Enligt en äldre, numera övergiven nomenklatur, menade man till skillnad från kabelförbindelser m m, med radiolänk enbart en långväga förbindelse med radio exempelvis för sjöfarten en förbindelse från en kustradiostation på land till ett fartyg på långt håll, till exempel på de vida haven. (Kortvåg (HF) och gränsvåg.)

## Historik
Radiolänkens uppfinnare heter Guglielmo Marconi. Han konstruerade på 1920-talet radiolänken för radiotelegrafi mellan länder i det brittiska imperiet. Redan år 1933 installerade han den första mikrovågslänken, mellan Vatikanen och påvens sommarbostad Castel Gandolfo.

## Användningsområden
De vanligaste radiolänkarna använder mikrovågor och många används mellan basstationer för mobiltelefoni, men även mellan sändningsplatser för marksänd rundradio. Detta förfarande är billigare än att gräva ner fiberkabel eller koaxialkabel mellan dessa eller stamnätet.

## Antenner
Antennerna är riktade mot varandra och sätts upp i torn, master eller på hustak. 
Typiskt för radiolänk är att dess antenner har riktverkan. Dessa är av olika slag alltefter det frekvensområde som används.

### Yagiantenner
Yagiantenner används vid VHF och undre delen av UHF-banden. För att skapa bredbandighet, när många radiokanaler ska utnyttja en gemensam antenn används varianten logperiodisk antenn.

### Paraboloidantenner
Paraboloidantenner används från övre delen av UHF-bandet (ca 1 GHz) och upp till ca 30 GHz (SHF-bandet). Till denna grupp hör även varianter, som bygger på paraboloidprincipen, t.ex. musselantennen, trattparaboloidantenn, cassegrainantenn.

### Trattantenner
Regelrätta trattantenner förekommer inom EHF-området.

### Dipolgrupper
För riktigt höga frekvenser (EHF) används speciallösningar, till exempel ett stort antal halvvågsdipoler anordnade plant i form av kopparfolier på ett mönsterkort.

### Konstgjord knivsegg på en ås
Om en höjd skymmer direkt radiooptisk sikt mellan antennerna är det i vissa fall möjligt att på artificiell väg åstadkomma knivseggsrefraktion. Man bygger då längs höjden ett staketliknande metallnät vinkelrätt mot förbindelseriktningen med maskor som skall vara små i förhållande till våglängden. Låga frekvenser kräver högt nät (åtskilliga våglängder). Utsträckningen i sidled bör vara många gånger nätets höjd.
Nätet måste göras så starkt att det motstår de starkaste vindar som kan förekomma på platsen, även om maskorna skulle vare helt igensatta av is och snö. En så stabil konstruktion kan bli ganska dyr att göra, och kostnaden måste vägas mot priset av att bygga de höga master, som måste till, om man inte utnyttjar knivseggsrefraktion.
I praktiken är sådana lösningar ovanliga, men det har bevisats att metoden fungerar. Ett hinder kan vara svårighet att få tillstånd att utnyttja marken för ett sådant mastodontstaket.

### Vinkelspeglar
Det är möjligt att någonstans på vägen mellan stationerna bygga en metallspegel av många våglängders både höjd och bredd för att gå runt ett isolerat hinder. En variant är att man vänder en stations antenn mot en höjd på något avstånd men i fel riktning mot den önskade förbidelsen och på höjden inrättar en stor metallspegel, som skickar tillbaka vågen mot hoppets andra antenn. Eftersom det är den projicierade ytan som räknas måste vinkeln mellan den infallande vågen och den reflekterade hållas ganska spetsig för att inte erforderlig spegelbredd ska bli opraktiskt stor.
Om riktningsförhållandena på platsen skulle kräva en trubbig vinkelavvikelse på radiostrålen, kan man på den mellanliggande höjden först bygga en spegel för en någorlunda spetsig vinkel, men som då kommer att peka åt alldeles galet håll. På något avstånd därifrån bygger man en andra spegel, som med en likaledes någorlunda spetsig vinkel skickar tillbaka strålen något vid sidan av den första spegeln, men då i den rätta riktningen mot motstationen. Strålen går då i en Z-formig figur, där den resulterande riktningsändringen är en trubbig vinkel.
Liksom vid staketet vid kniveggsrefraktion måste vinkelspeglar byggas så kraftiga att de motstår lokalmiljöns väder och vind. Det blir kostsamt, särskilt om dubbla speglar krävs vid en trubbig slutlig vinkelavvikelse. Val av spegelalternativ måste därför vägas mot alternativa lösningar.
Ett praktiskt problem är att speglarnas läge i naturen måste ställas in mycket noga för att "solkatterna" ska hamna rätt.
Speglarnas storlek måste rättas efter den använda våglängden, varför de blir ekonomiskt försvarbara endast vid högre radiolänkfrekvenser.